# Eden Cheng
Eden Vivian Ho-Ching Cheng (Londres, 2 de diciembre de 2002) es una deportista británica que compite en saltos de plataforma.
En los Juegos Europeos de Cracovia 2023 consiguió una medalla de oro en la prueba de plataforma 10 m. Ganó cuatro medallas en el Campeonato Europeo de Natación entre los años 2018 y 2021.
Participó en los Juegos Olímpicos de Tokio 2020, ocupando el séptimo lugar en la prueba de plataforma sincronizado.

## Palmarés internacional
| Juegos Europeos    | Juegos Europeos       | Juegos Europeos   | Juegos Europeos              |
| Año                | Lugar                 | Medalla           | Prueba                       |
| ------------------ | --------------------- | ----------------- | ---------------------------- |
| 2023               | Rzeszów (Polonia)     | Medalla de oro    | Plataforma 10 m              |
| Campeonato Europeo |                       |                   |                              |
| Año                | Lugar                 | Medalla           | Prueba                       |
| 2018               | Glasgow (Reino Unido) | Medalla de oro    | Plataforma 10 m sincro       |
| 2019               | Kiev (Ucrania)        | Medalla de plata  | Plataforma 10 m sincro mixto |
| 2019               | Kiev (Ucrania)        | Medalla de bronce | Equipo mixto                 |
| 2021               | Budapest (Hungría)    | Medalla de plata  | Plataforma 10 m sincro       |